# Klaudia Domaradzka
Klaudia Domaradzka, född 29 mars 2000, är en polsk rodelåkare.

## Karriär
Domaradzka tävlade för Polen vid olympiska vinterspelen 2022 i Peking, där hon slutade på 27:e plats i damernas singel.